# عصب بين العظمين أمامي
العصبُ بين العظمين الأماميُّ (بالإنجليزية: Anterior interosseous nerve)‏ أو العصبُ بين العظمين الراحيُّ (بالإنجليزية: volar interosseous nerve)‏ هو ذلك الفرع من العصب المتوسط الذي يزود العضلات العميقة للساعد، باستثناء الجزء الإنسي (القريب من الجسم) من العضلة المثنية العميقة للأصابع.
يتفرع هذا العصب من العصب المتوسط في الساعد، ثم يسير، مع الشريانِ بين العظمين الأماميِّ، أمام الغشاء بين العظمين (وهو غشاء موجود بين عظمي الزند والكعبرة)، فيسيران معاً بين العضلتين العضلة المثنية الطويلة لإبهام اليد والعضلة المثنية العميقة للأصابع، بحيث يعطي تعصيباً حركياً لكامل العضلة المثنية الطويلة لإبهام اليد، ويعطي النصفَ الوحشي (البعيد عن الجسم) من العضلة المثنية العميقة للأصابع. وينتهي العصب في العضلة الكابة المربعة ومفصل الرسغ.

## التعصيب
يعطي هذا العصب تعصيباً حركياً إلى عضلتين ونصف العضلة:
1. العضلة الكابة المربعة.
2. العضلة المثنية الطويلة لإبهام اليد.
3. النصف الوحشي (البعيد) من العضلة المثنية العميقة للأصابع.

وهذه العضلات موجودة في الجزء العميق من الحيز الأمامي للذراع.